# Mount Sterling (Ohio)
Mount Sterling és una població dels Estats Units a l'estat d'Ohio. Segons el cens del 2000 tenia 1.865 habitants.

## Demografia
Segons el cens del 2000, Mount Sterling tenia 1.865 habitants, 780 habitatges, i 497 famílies. La densitat de població era de 734,8 habitants per km².
Dels 780 habitatges en un 32,6% hi vivien nens de menys de 18 anys, en un 44,7% hi vivien parelles casades, en un 14,6% dones solteres, i en un 36,2% no eren unitats familiars. En el 32,2% dels habitatges hi vivien persones soles el 14,2% de les quals corresponia a persones de 65 anys o més que vivien soles. El nombre mitjà de persones vivint en cada habitatge era de 2,39 i el nombre mitjà de persones que vivien en cada família era de 3,01.
Per edats la població es repartia de la següent manera: un 27,7% tenia menys de 18 anys, un 10,4% entre 18 i 24, un 29,7% entre 25 i 44, un 19,2% de 45 a 60 i un 13% 65 anys o més.
L'edat mediana era de 34 anys. Per cada 100 dones de 18 o més anys hi havia 84,5 homes.
La renda mediana per habitatge era de 33.412 $ i la renda mediana per família de 40.543 $. Els homes tenien una renda mediana de 32.264 $ mentre que les dones 25.819 $. La renda per capita de la població era de 16.138 $. Aproximadament el 7,9% de les famílies i el 9,4% de la població estaven per davall del llindar de pobresa.

## Poblacions més properes
El següent diagrama mostra les poblacions més properes.